# Juan María Vázquez Rojas
Juan María Vázquez Rojas, né le 15 septembre 1964 à Águilas, est un homme politique espagnol membre du Parti populaire (PP).

## Biographie

### Vie privée
Juan María Vázquez est marié et père de deux enfants.

### Profession
Il est docteur vétérinaire et professeur de médecine et chirurgie animale à l'université de Murcie (UMU). Il est vice-recteur de cette université de 2006 à 2012,.

### Activités politiques
Le 4 février 2012, Juan María Vázquez est nommé directeur général de la Recherche et de la Gestion du plan national de R&D au ministère de l'Économie et de la Compétitivité par Luis de Guindos, peu après l'alternance politique au profit du Parti populaire. Son poste est renommé en directeur général de la Recherche scientifique et technique quelques jours plus tard. Il quitte ses fonctions en février 2014.
Vázquez est nommé secrétaire général à l'Enseignement supérieur par le ministre de l'Éducation, de la Culture et du Sport, José Ignacio Wert, le 3 février 2015. Il est relevé de ses fonctions le 14 novembre 2015 afin qu'il puisse se présenter en deuxième position sur la liste du PP dans la circonscription de Murcie à l'occasion des élections générales de décembre 2015. Élu au Congrès des députés, il est le porte-parole de son groupe à la commission de l'Éducation et du Sport. Réélu lors du scrutin anticipé de juin 2016, il est confirmé dans ses responsabilités parlementaires.
Il démissionne de son mandat le 25 novembre 2016 lorsqu'il est nommé secrétaire général à la Science et à l'Innovation du ministère de l'Économie, de l'Industrie et de la Compétitivité, au sein du gouvernement Rajoy II récemment formé. Javier Ruano le remplace au Congrès. Vázquez est relevé de ses fonctions en juin 2018 en raison de l'adoption de la motion de censure portant Pedro Sánchez à la tête de l'exécutif espagnol,.
Lors des élections générales de novembre 2021, il postule en deuxième position sur la liste sénatoriale du PP dans la circonscription de Murcie. Élu au Sénat, il officie comme porte-parole à la Science des élus PP au sein de la commission de la Science, de l'Innovation et de l'Enseignement supérieur. Il quitte cette responsabilité en septembre 2021 pour devenir porte-parole à l'Enseignement supérieur au sein de cette même commission.
Le 17 janvier 2023, Juan María Vázquez est nommé conseiller à l'Environnement, à la Mar Menor, à l'Enseignement supérieur et à la Recherche à la suite d'un important remaniement du deuxième gouvernement de Fernando López Miras dans la région de Murcie. Il quitte en conséquence son mandat de sénateur qui revient à Mónica Azorín. Au gouvernement régional, il devra notamment proposer des mesures destinées à améliorer l'état de la Mar Menor, renouer des relations avec le ministère de la Transition écologique, l'approbation des plans de gestion des espaces protégés ainsi que le financement des universités de la région.